# Мяткися
Мяткися (баш. Мәтегисеү) — деревня в Зилаирском районе Башкортостана России. Входит в состав Дмитриевского сельсовета. 

## История
Образована в 1911 году крестьянами Смоленской губернии, бежавшими от помещиков, а также рабочими медеплавильного завода, располагавшегося ранее в Кананикольском.
Просуществовала деревня до 1986 года. К этому времени в ней насчитывалось около 50 жилых домов. По данным 2002—2009 годов деревня нежилая.

## Население
| 2002 | 2009 | 2010 |
| ---- | ---- | ---- |
| 0    | →0   | →0   |

## Географическое положение
Расстояние до:
- районного центра (Зилаир): 41 км,
- центра сельсовета (Дмитриевка): 11 км,
- ближайшей железнодорожной станции (Саракташ): 159 км.